# V Corpo d'armata (Esercito Italiano)
Il V Corpo d'armata fu una grande unità militare dell'Esercito Italiano, con il quartier generale a Vittorio Veneto nel Palazzo Piccin e i suoi reparti schierati in Lombardia, Emilia-Romagna, Veneto, Trentino-Alto Adige e Friuli-Venezia Giulia. Il Comando era retto da un generale di corpo d'armata. Attivo dal 1952 al 1997 e forte di tre divisioni, due meccanizzate e una corazzata, di una brigata missili, più vari supporti tattici, il compito che gli era stato affidato istituzionalmente era quello di contribuire durante il periodo della guerra fredda, con i reparti alle sue dipendenze e il supporto del III Corpo d'armata di Milano e del 4º Corpo d'armata alpino di Bolzano, alla difesa del nord Italia contro un'ipotetica invasione ad est da parte del Patto di Varsavia.
Nel 1997 prende il nome di 1º Comando delle Forze di Difesa, per poi confluire nel 2013 nel Comando Forze di Difesa Interregionale Nord.

## Storia
La storia del V Corpo d'armata ha inizio in seguito alla spedizione dei mille, con la quale le regioni meridionali e quasi tutta la Campania erano state conquistate da Garibaldi; Vittorio Emanuele II decise allora di intervenire con il proprio esercito per annettere Marche e Umbria, ancora nelle mani del Papa, e unire così il nord e il sud d'Italia lasciando al Papa il solo Lazio e unire così l'Italia. Il V Corpo d'armata mobilitato ha partecipato, al comando del tenente generale Morozzo Della Rocca, alle campagne nel Centro Meridione del 1860-61 in Umbria e nelle Marche, per poi combattere contro il Regno delle Due Sicilie a San Giuliano il 26 ottobre 1860, sul Garigliano il 29 ottobre 1860 e all'assedio di Gaeta.
Dopo la costituzione del Regno d'Italia la grande unità stabilì il suo quartier generale a Firenze.
Il V Corpo d'armata a partire dal 1860 veniva formato per mobilitazione quale ente operativo del corrispettivo Comando Territoriale, del quale era parte integrante, in occasione delle campagne di guerra, e veniva sciolto al termine delle operazioni.
Dopo aver preso parte nel 1866 alla terza guerra di indipendenza all'atto dell'istituzione dei comandi di corpo d'armata, con decreto 22 marzo 1877, il V Corpo d'Armata subentrava al 5º Comando Generale di Roma stabilendo la sede del comando a Bologna.
Il V Corpo d'armata prese poi parte alla prima guerra mondiale al termine della quale il quartier generale venne stabilito a Trieste e la sua denominazione era quella di V Corpo d'armata di Trieste, articolato dal 1919 al 1926 su tre divisioni: la 13ª Divisione fanteria Trieste, la 14ª Divisione fanteria Gorizia e la 15ª Divisione fanteria Pola. Tra il 1926 e il 1940 la grande unità venne articolata su due divisioni: la 12ª Divisione fanteria territoriale di Trieste, poi Timavo e la 15ª Divisione fanteria Pola, poi Volosca, poi Abbazia e infine Carnaro.
All'entrata dell'Italia nella seconda guerra mondiale il 10 giugno 1940 il V Corpo d'armata, inquadrato nella 2ª Armata era dislocato alla frontiera con la Jugoslavia nella zona tra Postumia e Fiume e nel 1941 prese parte alla occupazione della Jugoslavia entrando in territorio jugoslavo il 12 aprile, rimando in Croazia fino al termine dell'attività, il 9 settembre, quando venne sciolta a causa dei fatti conseguenti l'armistizio.

## Esercito Italiano
Nel dopoguerra il Comando V Corpo d'armata venne ricostituito a Padova il 1º maggio 1952 per scissione dal V Comando militare territoriale. Dal 30 settembre 1953 venne trasferito a Vittorio Veneto nel Palazzo Piccin con il compito prioritario di assicurare la difesa del tratto più sensibile della frontiera orientale.
All'atto della sua costituzione la grande unità aveva alle sue dipendenze:
- Divisione corazzata "Ariete" con sede comando a Pordenone
- Divisione fanteria motorizzata "Folgore" con sede comando a Treviso
- Divisione fanteria "Mantova" con sede comando a Gorizia

Il V Corpo d'armata inquadrava anche il Settore Forze Lagunari con sede a Venezia alle cui dipendenze c'erano anche:
- Battaglione "San Marco" della Marina Militare
- Gruppo Mezzi da Sbarco della Marina Militare.

Alle dirette dipendenze del Corpo d'armata:
- Comando Unità Servizi
- 41º Reggimento artiglieria pesante campale
- 3º Reggimento artiglieria pesante
- 5º Reggimento artiglieria controaerei pesante
- 1º Reggimento genio pionieri
- V Battaglione trasmissioni di Corpo d'armata
- V Sezione Aerei Leggeri con velivoli L-21 A.

L'organico venne successivamente ampliato e a metà degli anni sessanta il suo organico era il seguente:
- Divisione corazzata "Ariete" con sede comando a Pordenone
- Divisione fanteria motorizzata "Folgore" con sede comando a Treviso
- Divisione fanteria da montagna "Mantova" con sede comando a Udine
- Brigata di cavalleria "Pozzuolo del Friuli" con sede comando a Gorizia
- III Brigata Missili con sede comando a Portogruaro in provincia di Venezia

Alle dipendenze della grande unità c'era anche il Comando truppe di Trieste nel quale erano inquadrati:
- 151º Reggimento fanteria "Sassari"
- 14º Reggimento artiglieria da campagna
- una Compagnia Addestramento Reclute.

Alle dirette dipendenze del Corpo d'armata:
- Comando Unità Servizi
- 41º Reggimento artiglieria pesante campale
- 27º Reggimento artiglieria pesante semovente
- 53º Reggimento fanteria d'arresto "Umbria"
- 1º Reggimento genio pionieri
- 3º Reggimento genio pionieri d'arresto
- V Battaglione trasmissioni di Corpo d'armata
- V Reparto elicotteri con velivoli AB 204 e AB 47G.

Alla vigilia della grande ristrutturazione dell'Esercito Italiano del 1975 l'organico era il seguente:
- Divisione corazzata "Ariete" con sede comando a Pordenone
- Divisione fanteria motorizzata "Folgore" con sede comando a Treviso
- Divisione fanteria da montagna "Mantova" con sede comando a Udine
- Brigata di cavalleria "Pozzuolo del Friuli" con sede comando a Gorizia
- III Brigata Missili con sede comando a Portogruaro in provincia di Venezia

Alle dirette dipendenze del Corpo d'armata:
- Comando Unità Servizi
- 13º Battaglione carabinieri "M.O. Gallo"
- 41º Reggimento artiglieria pesante campale
- 27º Reggimento artiglieria pesante semovente
- V Gruppo specialisti di artiglieria
- 53º Reggimento fanteria d'arresto "Umbria"
- 54º Reggimento fanteria d'arresto "Umbria" (in posizione quadro)
- 73º Reggimento fanteria d'arresto "Lombardia"
- 1º Reggimento genio pionieri
- 3º Reggimento genio pionieri d'arresto
- V Battaglione trasmissioni di Corpo d'armata
- V Reparto aerei leggeri con velivoli L-19E
- V Reparto elicotteri uso generale con velivoli AB 204 e AB 205.

### 5º Corpo d'armata

Stemma del 5º Corpo d'Armata con i vari reparti che ne fanno parte

Con riforma dell'Esercito Italiano del 1975 la denominazione venne mutata in Comando 5º Corpo d'armata e fino alla metà degli anni ottanta, precedente alla ristrutturazione dell'Esercito italiano del 1986 l'organico era il seguente:
- Divisione corazzata "Ariete" con sede comando a Pordenone
  - 32ª Brigata corazzata "Mameli" con sede comando a Tauriano di Spilimbergo
  - 132ª Brigata corazzata "Manin" con sede comando ad Aviano
  - 8ª Brigata meccanizzata "Garibaldi" con sede comando a Pordenone
- Divisione meccanizzata "Mantova" con sede comando a Udine
  - Brigata corazzata “Pozzuolo del Friuli” con sede comando a Palmanova
  - Brigata meccanizzata "Isonzo" con sede comando a Cividale del Friuli
  - Brigata meccanizzata "Brescia" con sede comando a Brescia
- Divisione meccanizzata "Folgore" con sede comando a Treviso
  - Comando Truppe Anfibie con sede comando a Venezia-Lido
  - Brigata corazzata "Vittorio Veneto" con sede comando a Villa Opicina
  - Brigata meccanizzata "Gorizia" con sede comando a Gorizia
  - Brigata meccanizzata "Trieste" con sede comando a Bologna
- 3ª Brigata missili "Aquileia" con sede comando a Portogruaro

A questi reparti si aggiungevano i supporti di Corpo d'armata.
- Reparto Comando 5º Corpo d'armata con sede a Vittorio Veneto
- 13º Battaglione carabinieri "Friuli Venezia Giulia" stanziato a Gorizia
- 7º Battaglione fanteria addestramento reclute "Cuneo" stanziato ad Udine
- 48º Battaglione fanteria addestramento reclute "Ferrara" stanziato a Bari
- 27º Gruppo artiglieria pesante semovente "Marche" stanziato ad Udine
- 41º Gruppo specialisti di artiglieria "Cordenons" stanziato a Pordenone
- 5º Raggruppamento ALE "Rigel" stanziato a Casarsa della Delizia
  - 25º Gruppo squadroni ALE "Cigno" stanziato a Casarsa della Delizia
  - 55º Gruppo squadroni EM "Dragone" stanziato Casarsa della Delizia
- 1º Battaglione genio minatori "Garda" stanziato a Udine
- 3º Battaglione genio guastatori "Verbano" stanziato a Udine
- 5º Battaglione genio pionieri "Bolsena" stanziato a Udine
- 5º Battaglione trasmissioni "Rolle" stanziato a Sacile
- 33º Battaglione guerra elettronica "Falzarego" stanziato a Conegliano
- 5º Battaglione logistico di manovra "Postumia" stanziato a Pordenone
- 14º Battaglione logistico di Manovra "Flavia" stanziato a Montorio Veronese.

Il Comando Truppe di Trieste era così articolato:
- Reparto Comando e Trasmissioni Truppe di Trieste con sede a Trieste
- 1º Battaglione fanteria motorizzato "San Giusto" con sede a Trieste
- 43º Battaglione fanteria motorizzato "Forlì" (quadro) con sede a Trieste
- 255º Battaglione fanteria motorizzato "Veneto" (quadro) con sede a Trieste
- 14º Gruppo artiglieria da campagna "Murge" con sede a Trieste
- 554º Squadrone Elicotteri Multiruolo con sede a Trieste
- Plotone Genio Pionieri Truppe di Trieste
- Compagnia Addestramento Reclute Truppe di Trieste

Nel 1986 in seguito alla riorganizzazione dell'Esercito Italiano che prevedeva l'abolizione del livello divisionale, alcuni reparti vennero sciolti e altri reparti mutarono fisionomia, come la Brigata corazzata "Vittorio Veneto" che da corazzata assunse la fisionomia di brigata meccanizzata. Il V Corpo d'armata perdette la 132ª Brigata corazzata "Manin" e la Brigata meccanizzata "Isonzo", che vennero sciolte e trasformate rispettivamente in 132ª Brigata corazzata "Ariete" e Brigata meccanizzata "Mantova", e la Brigata meccanizzata "Trieste" passata alle dipendenze del III Corpo d'armata; dopo tale riorganizzazione l'organico del V Corpo d'armata era il seguente:
- 32ª Brigata corazzata "Mameli" stanziata a Tauriano in provincia di Pordenone
- 132ª Brigata corazzata "Ariete" stanziata a Pordenone
- 8ª Brigata meccanizzata "Garibaldi" stanziata a Pordenone
- Brigata meccanizzata "Gorizia" con sede comando a Gorizia
- Brigata meccanizzata "Vittorio Veneto" con sede comando a Villa Opicina
- Comando Truppe Anfibie con sede comando a Venezia-Lido
- Brigata meccanizzata "Mantova" stanziata a Udine
- Brigata meccanizzata "Brescia" con sede comando a Brescia
- Brigata di cavalleria "Pozzuolo del Friuli" stanziata a Palmanova in provincia di Udine
- Comando "Truppe Trieste" stanziato a Trieste

A questi reparti si aggiungevano i supporti di Corpo d'armata.
La caduta del muro di Berlino e la fine della guerra fredda portò ad una riduzione degli organici dell'Esercito Italiano e una riorganizzazione della Forza Armata. 
Nel 1991, nel quadro del riordinamento dell'Esercito Italiano, il V Corpo d'armata perdette:
- Brigata meccanizzata "Vittorio Veneto"
- 32ª Brigata corazzata "Mameli"

che vennero sciolte e la:
- 8ª Brigata meccanizzata "Garibaldi"

trasferita in Campania assumendo la denominazione di 8ª Brigata bersaglieri "Garibaldi".
Nel 1996 venne sciolta anche la Brigata meccanizzata "Gorizia".
Nell'ambito dei provvedimenti connessi con l'attuazione del Nuovo modello di difesa varia compiti e organico e dal 1º ottobre 1997 diviene 1º Comando delle forze di difesa e assume alle dipendenze la Brigata di cavalleria "Pozzuolo del Friuli", la Brigata corazzata "Ariete" e la Brigata meccanizzata "Centauro" con i supporti:
- 3º Reggimento genio guastatori
- 1º Reggimento fanteria "San Giusto"
- 7º Reggimento fanteria "Cuneo"
- 11º Battaglione fanteria "Casale"

Nel 2000 con la trasformazione del Comando delle forze operative di proiezione (FOP), il 1º COMFOD accoglie nel suo organico le Brigata paracadutisti "Folgore" e la Brigata aeromobile "Friuli".
Successivamente il 1º COMFOD  viene trasformato in I FOD, con duplice compito di comando demoltiplicatore di COMFOTER e di comando territoriale - operativo, quindi, a gennaio 2014 la nuova riorganizzazione ha visto la separazione delle funzioni territoriali, attribuite al COMFODI Nord, da quelle operative, attribuite alla Divisione "Friuli".

## I comandanti
- Comando V Corpo d'armata (1952-75)
  - gen. c.a. Carlo Biglino
  - gen. c.a. Giorgio Liuzzi
  - gen. c.a. Edmondo de Renzi
  - gen. c.a. Galliano Scarpa
  - gen. c.a. Ugo Bizzarri
  - gen. c.a. Umberto Turrini
  - gen. c.a. Giuseppe Guillet
  - gen. c.a. Giovanni Verando
  - gen. c.a. Alberto Mosca
  - gen. c.a. Umberto Rosato
  - gen. d. Paolo Montù (int.)
  - gen. c.a. Raffaele Caccavale

1975 ca. Aeroporto di Verona-Boscomantico. Il generale di corpo d'armata Eugenio Rambaldi, comandante del 5º Corpo d'armata, passa in rassegna reparti del GRACO e del GRAPE

  - gen. c.a. Angelo Maria Galateri di Genola e di Suniglia
  - gen. c.a. Vittorio Emanuele Borsi di Parma
  - gen. c.a. Giovanni Bonzani
  - gen. c.a. Eugenio Rambaldi
- Comando 5º Corpo d'armata (1975)
  - gen. c.a. Eugenio Rambaldi
  - gen. c.a. Adriano Guerrieri
  - gen. c.a. Nicola Chiari
  - gen. d. Ciro Di Martino
  - gen. c.a. Michele Santaniello
  - gen. c.a. Alberto Danese
  - gen. c.a. Raffaele Simone
  - gen. c.a. Renato Paone
  - gen. c.a. Benedetto Spinelli
  - gen. c.a. Ghino Andreani
  - gen. c.a. Francesco Vannucchi
  - gen. c.a. Carlo Ciacci[3]